# Shut Island
Shut Island (englisch; bulgarisch остров Шут ostrow Schut, deutsch ‚Narreninsel‘) ist eine teilweise vereiste, in ost-westlicher Ausrichtung 573 m lange und 520 m breite Insel in der Gruppe der Dannebrog-Inseln im Wilhelm-Archipel vor der Graham-Küste des Grahamlands auf der Antarktischen Halbinsel. Sie grenzt an Padpadak Island im Süden und liegt 815 m südsüdwestlich von Hoatsin Island, 3,92 km westlich von Revolver Island sowie 1,9 km nordöstlich von Skoba Island.
Britische Wissenschaftler kartierten sie 2001. Die bulgarische Kommission für Antarktische Geographische Namen benannte sie 2020 deskriptiv nach ihrer Ähnlichkeit mit einer Narrenkappe.